# Észak-Karolina tavai
Ez a lista Észak-Karolina fontosabb tavait sorolja fel.

## Megyék listája, ahol tavak vannak
- Alamance megye, Alexander megye, Alleghany megye, Anson megye, Ashe megye, Avery megye,
- Beaufort megye, Bertie megye, Bladen megye, Brunswick megye, Buncombe megye, Burke megye,
- Cabarrus megye, Caldwell megye, Camden megye, Carteret megye, Caswell megye, Catawba megye, Chatham megye, Cherokee megye, Chowan megye, Clay megye, Cleveland megye, Columbus megye, Craven megye, Cumberland megye, Currituck megye,
- Dare megye, Davidson megye, Davie megye, Duplin megye, Durham megye,
- Edgecombe megye,
- Forsyth megye, Franklin megye,
- Gaston megye, Gates megye, Graham megye, Granville megye, Greene megye, Guilford megye,
- Halifax megye, Harnett megye, Haywood megye, Henderson megye, Hertford megye, Hoke megye, Hyde megye,
- Iredell megye,
- Jackson megye, Johnston megye, Jones megye,
- Lee megye, Lenoir megye, Lincoln megye,
- Macon megye, Madison megye, Martin megye, McDowell megye, Mecklenburg megye, Mitchell megye, Montgomery megye, Moore megye,
- Nash megye, New Hanover megye, Northampton megye,
- Onslow megye, Orange megye,
- Pamlico megye, Pasquotank megye, Pender megye, Perquimans megye, Person megye, Pitt megye, Polk megye,
- Randolph megye, Richmond megye, Robeson megye, Rockingham megye, Rowan megye, Rutherford megye,
- Sampson megye, Scotland megye, Stanly megye, Stokes megye, Surry megye, Swain megye,
- Transylvania megye, Tyrrell megye,
- Union megye,
- Vance megye,
- Wake megye, Warren megye, Washington megye, Watauga megye, Wayne megye, Wilkes megye, Wilson megye,
- Yadkin megye, Yancey megye

## A tavakhoz közeli városok listája
- Albemarle, Asheville
- Boone, Brevard, Burlington
- Charlotte-Gastonia-Concord
- Dunn, Durham
- Elizabeth City
- Fayetteville, Forest City
- Goldsboro, Greensboro-High Point, Greenville
- Henderson, Hickory-Morganton-Lenoir
- Jacksonville
- Kill Devil Hills, Kinston
- Laurinburg, Lexington-Thomasville, Lincolnton, Lumberton
- Morehead City, Mount Airy
- New Bern, North Wilkesboro
- Raleigh-Cary, Roanoke Rapids, Rockingham, Rocky Mount
- Salisbury, Sanford, Shelby, Southern Pines, Statesville-Mooresville
- Washington, Wilmington, Wilson, Winston-Salem

## Észak-Karolina nagyobb tavainak listája
- Badin Lake (22 km²), Belews Lake (16 km²), Bladen Lake Group, Blewett Falls Lake (10 km²), Buckhorn Reservoir
- Carolina Bay, Lake Crabtree(2.1 km²)
- Falls Lake(51 km²), Fontana Dam, Fontana Lake,
- Lake Gaston (80 km²), Lake Glenville(5.9 km²), Lakes Lure  (2.9 km²)
- Harris Lake (Highlands, North Carolina), Harris Lake (New Hill, North Carolina), High Rock Lake(61 km²), Hiwassee River, Hiwassee, North Carolina, Hyco Lake
- Lake James(26 km²), Jones Lake State Park, Jordan Lake (56.4 km²) (Chatham megye), Lake Junaluska (15.1 km²)
- Kerr Lake(200 km²).
- Lake Lure (3.1 km²), North Carolina
- Lake Mattamuskeet, Mayo Lake, Lake Michie(1.92 km²), Mountain Island Lake (13 km²), *Lake Norman (22.5 km²),
- Lake Phelps,
- Randleman Lake,
- Lake Santeetlah, Lake Seven (25.4 km²),  Singletary Lake State Park(2.7 km²), Singletary Lake(2.7 km²),
- Lake Tillery,(20 km²)  Lake Toxaway, Tuckertown Reservoir,
- Lake Waccamaw(36 km²), Lake Wylie(54 km²), km²). ,[1]

## Tavak leírása

### Badin tó
Koordinátái: 35°25′11″Eszak, 80°05′34″Nyugat
A Badin tó ahhoz a tó csoporthoz tartozik, amelyet Yadkin-Pee Dee folyó duzzasztógátjához hoztak létre az Uwharrie tó körzetében Stanly és Montgomery megyékben.
A tavat 1917-ben az Amerikai Aluminum Company hozta létre Badin városánál. A tó legnagyobb mélysége 58 méter, 22 km² területet foglal el, és partvonala 185 km hosszú. 
A víz nyári átlagos hőmérséklete  29.1 °C, s a téli átlagos hőmérséklete 10.3 °C. A Badin tavon nem közlekedik komp, és hidat sem építettek keresztül. A tó szépségét a Morrow Mountain State Park csak növeli.  A tó keleti partja a Uwharrie National Forest tartozik.

### Fontana tó
Az állam délnyugati csücskében hatalmas tórendszer van, a Fontana Lake, amely 45 km hosszan húzódik végig a Great Smoky Nationa Park és a Nantalaha Parkerdő között. A mesterséges tó úgy jött létre, hogy gáttal elzárták a Little Tennessee River völgyét.

#### Fontana Dam
A Fontana duzzasztó gát hatalmas építmény: legnagyobb magassága több mint 150 m. A gáton vízierőmű van.

### Belews tó
Belews tó mesterséges tó Stokes, Rockingham, és Forsyth megyékben közel a Stokesdale és Walnut Cave-hoz (barlang). 1973-ban a Duke Energy vállalat hozta létre, hogy hűtő vizet biztosítson a Belews Creek Steam Station (energia termelő) szénégető erőművéhez.
A tó felülete 16 km² kiterjedésű, s a partja 142 km hosszú, amelyet föld és cement gát tart vissza.  Az északi része kb. 30 m mély, de néhol eléri a 40 méter mélységet is. A tavon nem építettek hidroelekrikai erőművet, így a tó körül nincsenek szigorú szabályozások.
Belews Creek folyik a tóba s a lefolyását is a Belews Creek biztosítja. Észak-Karolina főútvonaláról a „Highway 65”-ről és sok más mellékútról megközelíthető. Csónakázás, és vízi síelés kedvenc szórakozása a pihenni vágyóknak.

### Bladen tó csoport
A Bladen tó csoport Észak-Karolina déli részén helyezkedik el. Egyes vélemények szerint meteorit (meteorit zuhany) becsapódások nyomán keletkezett. A sok kis tó egy időben keletkezett, mindegyik ovális formájú, és egyirányú a szögük, amely alátámasztja a meteorit-becsapódás teóriáját.

### Blewett Falls tó
A Blewett Falls tó egy mesterséges tó, amely Anson és Richmond megyékben van. Hidat nem építettek felette. A Uharrie tó-vidék egyik fő, s egyben a legszélesebb tava a tó-láncolatban. A Great Pee Dee folyó duzzasztójához alakították ki. Az duzzasztót elektromos energia termelésére hozták létre a 20. század elején.
Koordinátái 34°58′58″Észak, 79°52′40″ Nyugat, Kiterjedése: 10 km², s partvonala 55 km.

### Buckhorn víztározó
A Buckhorn víztározó (Buckhorn Reservoir) egy mesterséges tó, amely Wilson megye vízellátását biztosítja. Koordinátái: 35°41′29″Észak, 078°07′12″Nyugat. Az eredeti Buckhorn duzzasztót 1974-ben építették. 
A víztározó 800 millió gallon vizet gyűjtött össze. Az 1999-ben épült az új sokkal nagyobb kapacitású duzzasztó, amely 7 billió gallon vizet képes tárolni. 2,25 km hosszú, s a víz tükrének tengerszint feletti magassága 53 méter, de a duzzasztót csak 20 méter magasságig töltik fel. A 2007-es szárazság idején a víz szintje 60%-kal csökkent, amely felvetette a víztározó kapacitásának növelése kérdését.
A víztározót két patak táplálja, a  Turkey Creek és a Moccasin Creek. A kivezető csatorna a Contentnea Creek, amely a vizet a Wiggins Mill vízgyűjtőbe vezeti, s a Wiggins Mill Water Treatment Plant erőművet működteti.

### James tó
James tó egy nagy vízgyűjtő Észak-Karolina nyugati részén Burke és McDowell megyékben. Nevét James Buchanan Duke, a híres dohány milliomos után kapta. A tó négy duzzasztó gát mögött van. A Duke Power építette 1916 és 1923 között elektromos energia termelésére Ma is üzemel.
Lake tó 26 km² területet foglal el, s partja 240 km hosszú. Az 1980-as években a tó déli és keleti részén lakóházak építkezésekbe kezdtek. A legtöbb terület a James tó körül a Crescent Resources, Inc.,tulajdona.
Lake James State Park a tó déli partján található. 2004-ben Crescent Resources és a State of North Carolina együtt dolgoztak a part kiterjedésének növelésén, s az eredeti  605 acres területhez 3000 acres további területet csatoltak.
A tó körzetében előforduló települések lakói a közeli  Saint Paul's Episcopal Church-ben találkoznak.
1992-ben az Utolsó Mohikán forgatásának egyik színhelye a James tó környéke volt.
2006. őszén a National Park Service új ösvényeket hitelesített. A csapásokat a „Overmountain Men” hazafiak emlékének szentelik, akik a Függetlenségi Háború idején az angolokat a Kings Mountain csatában megverték.

### Karolina-öböl
A Karolina-öböl elliptikus formájú horpadás, amely az Atlanti-óceán partja mentén (Delaware, Maryland, New Jersey, Észak-Karolina, Dél-Karolina, Virginia, Georgia, és északközép Florida)  helyezkedik el (Prouty 1952, Kaczorowski 1977). Maryland államban Maryland medencének hívják (Rasmussen and Slaughter 1955). Ehhez hasonló szárazföldi behorpadás, mint a Karolina-öböl nagyon ritka. Alabama és Mississippi délkeleti részén a Mexikói-öböl partján van hasonló behorpadás, amelyet Grady tavak vagy Citronelle tavak néven ismerünk. (Otvos 1976, Folkerts 1997).